# CORDIS
CORDIS (ang. Community Research and Development Information Service) – baza informacji na temat europejskiej działalności badawczo-rozwojowej. Stanowi oficjalne źródło informacji na potrzeby publikacji wszystkich zaproszeń do składania wniosków w ramach siódmego programu ramowego w dziedzinie badań i rozwoju technologicznego (7PR). CORDIS jest jednym z serwisów wydawnictwa Unii Europejskiej – Urzędu Oficjalnych Publikacji Wspólnot Europejskich.

## Cele
Do głównych celów CORDIS-u należy:
- Ułatwianie udziału we wspólnotowej działalności badawczej.
- Poprawienie wykorzystania wyników badań, przy ukierunkowaniu na sektory o zasadniczym znaczeniu dla konkurencyjności Europy.
- Promowanie dzielenia się wiedzą (know how) w celu zwiększenia potencjału innowacyjnego przedsiębiorstw – w szczególności poprzez publikowanie wyników finansowanych przez UE badań prowadzonych w kolejnych programach ramowych – a także poparcia społeczeństwa dla nowych technologii.

Jako jeden z największych europejskich portali informacyjnych na tematy badawczo-rozwojowe CORDIS udostępnia obszerne zasoby informacji na temat badań naukowych w UE. W skład portalu wchodzi między innymi:
- około 230 tys. stron WWW tworzących ponad 180 serwisów,
- dziesięć własnych baz danych zawierających ponad 300 tys. rekordów, dodatkowe zewnętrzne bazy danych i usługi pokrewne,
- około 50 tys. dokumentów do pobrania,
- rozbudowany system wskazówek dla użytkownika, zaawansowane wyszukiwarki oraz system automatycznego powiadamiania pocztą elektroniczną o aktualizacji zasobów informacji.